# One Man Show (internetový pořad)
One Man Show (ONEMANSHOW) byl původní pořad internetové televize Stream.cz, který se začal vysílat 30. listopadu 2008. Moderátorem, producentem a scenáristou byl Kazma Kazmitch (Kamil Bartošek).[zdroj?] Režisérem, scenáristou a kameramanem byl do roku 2020 Markus Krug, po jeho odchodu byl odvysílán jen jeden díl pořadu.
Původním formátem pořadu byla svérázně pojatá talk show. V roce 2015 prošel pořad výraznou proměnou, když se žánr pořadu posunul směrem k reality show zaměřené na vytváření sofistikovaných žertů (pranků) s myšlenkou na konci.[zdroj?] V roce 2018 získal pořad 3 zlaté louskáčky a hlavní cenu Grand Prix na Creative Awards 2018,[zdroj?] nejuznávanější ceremonií českého reklamního světa.[zdroj?]
V roce 2023 měla premiéru krimikomedie ONEMANSHOW: The Movie, ve které je použita část materiálu z posledního dílů pořadu.

## Vysílání
| Řada (tzv. generace) | Díly | Premiéra na Televizi Seznam | Premiéra na Televizi Seznam |
| Řada (tzv. generace) | Díly | První díl                   | Poslední díl                |
| -------------------- | ---- | --------------------------- | --------------------------- |
| 1                    | 124  | 18. října 2008              | 13. prosince 2014           |
| 2                    | 35   | 6. října 2015               | 15. září 2020               |
| 3                    | 1    | 27. září 2020               | 27. září 2020               |

## ONEMANSHOW Foundation
ONEMANSHOW Foundation (OMS Foundation) je nezisková organizace tohoto pořadu. Nadační fond vytvořil píseň „Cizí zeď“ ke kampani 1/10, na které se podílelo přes 20 hudebníků. Cílem nadačního fondu je obecná osvěta o různých onemocněních a podpora vybraných osob, které na dané onemocnění trpí.